# TMEM139
TMEM139 (англ. Transmembrane protein 139) – білок, який кодується однойменним геном, розташованим у людей на 7-й хромосомі. Довжина поліпептидного ланцюга білка становить 216 амінокислот, а молекулярна маса — 23 729.
| 10         |  | 20         |  | 30         |  | 40         |  | 50         |
| ---------- |  | ---------- |  | ---------- |  | ---------- |  | ---------- |
| MVPMHLLGRL |  | EKPLLLLCCA |  | SFLLGLALLG |  | IKTDITPVAY |  | FFLTLGGFFL |
| FAYLLVRFLE |  | WGLRSQLQSM |  | QTESPGPSGN |  | ARDNEAFEVP |  | VYEEAVVGLE |
| SQCRPQELDQ |  | PPPYSTVVIP |  | PAPEEEQPSH |  | PEGSRRAKLE |  | QRRMASEGSM |
| AQEGSPGRAP |  | INLRLRGPRA |  | VSTAPDLQSL |  | AAVPTLEPLT |  | PPPAYDVCFG |
| HPDDDSVFYE |  | DNWAPP     |  |            |  |            |  |            |

A: Аланін

C: Цистеїн

D: Аспарагінова кислота

E: Глутамінова кислота

F: Фенілаланін

G: Гліцин

H: Гістидин

I: Ізолейцин

K: Лізин

L: Лейцин

M: Метіонін

N: Аспарагін

P: Пролін

Q: Глутамін

R: Аргінін

S: Серин

T: Треонін

V: Валін

W: Триптофан

Кодований геном білок за функцією належить до фосфопротеїнів. 
Локалізований у мембрані.